# Death Race (Computerspiel)
Death Race ist ein Arcade-Rennspiel, das 1976 vom US-Unternehmen Exidy veröffentlicht wurde. Es gilt als eines der ersten kontroversen Computerspiele.

## Handlung
Das Spielziel besteht darin, möglichst viele Gegner mit einem Auto zu überfahren.

## Spielprinzip und Technik
Howell Ivy und Edward Valeau entwickelten das Spiel. Für die grafische Gestaltung am Automaten war Pat Peak verantwortlich. Der Titel Death Race spielt auf den englischen Namen des 1975 erschienenen Films Frankensteins Todesrennen (Death Race 2000) an. Ähnlich wie Atari zu ihrem Spiel Shark Jaws verzichtete der Hersteller jedoch auf eine Lizenz und dem Spiel fehlt somit jegliche Hintergrundgeschichte, die es mit dem Film verbünde. Die Technik basiert auf der Hardware des ein Jahr früher veröffentlichten Spiels Destruction Derby. Exidy entwickelte das Rennspiel für den Flipper- und Unterhaltungselektronikhersteller Chicago Coin. Das Unternehmen zahlte jedoch keine Tantiemen, woraufhin Exidy die Hardware für Death Race verwendete. Das ebenfalls von Ivy entwickelte Spiel nutzt statt Personen computergesteuerte Fahrzeuge, mit denen die Spielfigur kollidieren muss. Die Hardware besitzt keinen Mikroprozessor, sondern besteht aus TTL-Schaltungen. Eigene Schaltungen generieren Soundeffekte für Motorgeräusche, Zusammenstöße und ein Schreien der überfahrenen Gremlins. Ein kleines Daughterboard ist hierbei für die Schreie zuständig.
Der Arcade-Automat ist für zwei Spieler ausgelegt und besitzt jeweils zwei Lenkräder, Gaspedale und einfache Nachbildungen eines Ganghebels für einen Vorwärts- und Rückwärtsgang. Während eines dreistufig einstellbaren Zeitlimits versuchen der oder die Spieler ihre Punktzahl zu erhöhen, indem sie möglichst viele im Spiel als Gremlins bezeichnete Gegner überfahren. Zu jedem gegebenen Zeitpunkt befinden sich zwei dieser Gremlins auf dem Spielfeld. Kollidiert ein Fahrzeug des Spielers mit einer dieser Figuren, zeichnet das Spiel ein Kreuz an der Stelle der Berührung. Überfährt der Spieler ein Kreuz, berührt den Gegenspieler oder verlässt das Spielfeld, mindert das Programm dessen Fahrgeschwindigkeit. Durch das Gaspedal sind zwei Geschwindigkeiten möglich, wobei die höhere der der Gremlins entspricht.

## Produktionsnotizen
Laut Pete Kauffman, dem Gründer von Exidy, verkaufte das Unternehmen etwa 1000 Einheiten. Der damalige Angestellte Eddie Adlum äußerte sich zudem dazu, dass sich die Verkaufszahlen durch die schlechte Presse wesentlich erhöhten. Laut Monique Wonderly sollen die anhaltenden Proteste und Nachrichtenberichte jedoch schließlich zu einem Verbot geführt haben. Nach einem Artikel in der Zeitschrift Criminal Justice and Behavior stellte Exidy die Produktion aufgrund weitgehender Proteste, die in Verbrennungen von Death-Race-Automaten endeten, von sich aus ein.
1977 veröffentlichte Exidy Death Race II. Pete Shaws Listing-Sammlung für den Sinclair ZX Spectrum (Games for your ZX Spectrum, Virgin Books, 1982) enthält eine farbige Death-Race-Portierung. 2004 veröffentlichte RogueSynapse ein in DarkBASIC geschriebenes Freeware-Remake für Microsoft Windows.

## Rezeption
Aufgrund der damals beschränkten Grafikmöglichkeiten war es Spielern nicht möglich zu erkennen, dass es sich bei den Gegnern nicht um Menschen handeln sollte. Lauren Gonzales schrieb auf GameSpot, dass das Spiel unter dem Arbeitstitel Pedestrian (engl. für Fußgänger) entwickelt worden sei; erst später habe Exidy die Gremlins in die Spielanleitung eingefügt. Das amerikanische National Safety Council bezeichnete das Spiel laut dem Nachrichtenmagazin Newsweek als krank („sick, sick, sick“). Newsweek schrieb weiter, dass Death Race auf sadistische Impulse mit einer der damals meistverbreiteten Waffen, dem Auto, anspiele. („that plays upon sadistic impulses with one of today's most accessible weapons, the automobile“) Die New York Times schrieb im Dezember 1976, dass das Unternehmen Marriott Corporation (Vorgängerunternehmen der Marriott International) den Automaten wegen Protesten aus seinen Vergnügungsparks entfernt habe. Der Verleger Empire Distributing solle es zu dem Zeitpunkt nicht mehr vertrieben haben. Das Spiel wurde außerdem in der CBS-Nachrichtensendung 60 Minutes aufgegriffen.